# 銚子運輸区
銚子運輸区（ちょうしうんゆく）は、かつてあった東日本旅客鉄道（JR東日本）千葉支社の運転士・車掌が所属する組織である。2023年6月30日限りで廃止し、現在は成田統括センター銚子乗務ユニット。

## 概要
もともとは運転士のみが所属する銚子運転区（ちょうしうんてんく）であったが、成田車掌区（車掌）および銚子運転区（運転士）の廃止に伴い、2012年（平成24年）5月19日より銚子運輸区として発足した。総武本線の銚子駅に隣接している。
- 所在地：千葉県銚子市西芝町1464[1]
- 建物：2階建て[1]
- 延床面積：931m2[1]
- 社員数：約100名[1]
- 担当線区：総武快速線、総武本線、成田線[1]

## 車掌・運転士乗務範囲
車掌・運転士
- 総武本線：千葉 一銚子間[1]
- 成田線：佐倉 一松岸・成田空港間[1]

運転士のみ
- 総武快速線　千葉一東京

## 歴史
- 2012年（平成24年）5月19日：銚子運転区を廃止し、銚子運輸区へ改組[1][2]。
- 2023年(令和5年）7月1日：成田営業統括センターと統合し、成田統括センター発足。当区は廃止。